# Johann Christian Senckenberg
Johann Christian Senckenberg (Francoforte sul Meno, 28 febbraio 1707 – Francoforte sul Meno, 15 novembre 1772) è stato un naturalista e medico tedesco.
Nel 1763 fondò la Fondazione Senckenberg per sostenere le scienze naturali. Fondò anche la Botanischer Garten der Johann Wolfgang Goethe-Universitat Frankfurt am Main.
In sua memoria e per proseguire nelle sue iniziative venne fondata nel 1817 la Società Senckenberg per la ricerca naturale. Il museo Naturmuseum Senckenberg e la Biblioteca Universitaria di Francoforte portano il suo nome.